# Pretz-en-Argonne
Pretz-en-Argonne is een gemeente in het Franse departement Meuse (regio Grand Est) en telt 63 inwoners (2009). De gemeente maakt deel uit van het arrondissement Bar-le-Duc

## Geschiedenis
In 1973 werd de gemeente opgeheven en ging Pretz op in de buurgemeente Seuil-d'Argonne. Deze fusie werd in 1990 echter weer ongedaan gemaakt. De gemeente maakt sinds 22 maart 2015 deel uit van het toen opgerichte kanton Dieue-sur-Meuse, daarvoor was het deel van het op die dag opgeheven kanton Seuil-d'Argonne.

## Geografie
De oppervlakte van Pretz-en-Argonne bedraagt 9,5 km², de bevolkingsdichtheid is dus 6,6 inwoners per km².
De onderstaande kaart toont de ligging van Pretz-en-Argonne met de belangrijkste infrastructuur en aangrenzende gemeenten.

## Demografie
Onderstaande figuur toont het verloop van het inwonertal (bron: INSEE-tellingen).